# Franz Abt
Franz Abt (Eilenburg, Saxònia, 22 de desembre de 1819 - Wiesbaden, 31 de març de 1885) fou un compositor, director d'orquestra i poeta alemany.
El seu pare el tenia destinat per la carrera eclesiàstica, i li va fer començar llurs estudis en la universitat de Leipzig, ingressant al mateix temps a la cèlebre escola de música dita la Thomasschule.
A la mort del seu pare, abandonà els estudis de teologia i es dedicà exclusivament a la música, el 1841, fou mestre de capella a Bernburg i Zúric, i va romandre alguns anys en l'última ciutat, ocupant-se molt especialment de la direcció de societats corals d'homes. El 1852 passà de director d'orquestra a Brunswick i va fer algunes profitoses gires per Amèrica. El 1855 va obtenir la direcció de la capella del palau imperial, retirant-se després a Wiesbaden, on fixà llur residència. Llurs obres, compostes en la major part de quartets, per a cors d'homes i cants, foren molt populars a Alemanya, i si bé no igualen les de Franz Schubert, Schumann i Robert Franz, són, elegants, fàcils i molt sentides, recorden quelcom les dels compositors francesos, devent a més part de la fama assolida, a la seva agradable harmonització i escasses dificultats d'interpretació. Rivalitzà amb Kücken i Gumbert, escrivint cors per a homes que, es distingeixen per una inspiració franca i lliure i harmonies plenes, sonores i elegants.
El 1891, se li erigí una estàtua a Braunschweig. Les obres escrites per Abt, són unes 400, entre lieder i cors. El 1865, és publicà a París una col·lecció de 40 melodies d'Abt, amb lletra francesa de Wilder. Entre llurs composicions, són dignes de menció: Wenn die Schwalben heimovärts ziehen i Gute Nacht, du mein herziges Kind. Escriví també una òpera titulada Das Königs Schartschuts (1873), que fou ben acollida.